# Charte coloniale de 1908
Lire en ligne

https://fr.wikisource.org/wiki/Charte_coloniale_de_1908

La Charte coloniale du 18 octobre 1908 formalise la reprise du Congo par la Belgique. Elle était la conséquence d’une politique de dépenses menée par Léopold II, qui en était jusqu’alors l’unique propriétaire. À la suite de sa ruine, le roi belge se vit forcé, pour recevoir un prêt de la Belgique, de lui permettre de prendre le Congo. Cette Charte organisait le droit public colonial de l’État. Le Congo connut deux appellations : en premier lieu, il fut l’État indépendant du Congo de 1885 à 1908. A la reprise du territoire par la Belgique, en 1908, il devient le Congo belge et il garda ce nom jusqu'en à 1960, date de la déclaration de son indépendance. On parle depuis 1997 de la république démocratique du Congo, appellation aussi usité entre 1964 et 1971, date de sa transformation en Zaïre.

## Contexte de la Charte

Le drapeau de l'État indépendant du Congo et du Congo belge

L’histoire du Congo est fortement liée à la personne de Léopold II. En effet, il créa l’État indépendant du Congo et dirigea le pays jusqu’en 1908, de manière indépendante de la Belgique. Il était alors la seule union entre les deux pays. Pendant vingt-cinq ans, il dirigea tous les domaines tels que l’économie, les relations internationales, etc. Le grand rêve léopoldien était que le Congo soit soumis à son exploitation personnelle.  
Sur le plan social, Léopold II mit en place le portage et les corvées. Ce régime de travail consistait en un labeur d’une intensité inhabituelle et durant lequel les travailleurs étaient exposés à des sanctions répressives. 
L’État, né en 1885, manquait de ressources. Le roi dut mettre sa fortune personnelle pour tenter de relever son économie. Pendant plusieurs années, le Congo appliqua une politique d’austérité. Mais en 1890, il était au bord de la faillite. La fortune personnelle de Léopold ne suffisait pas à pallier les besoins immenses de l’exploitation du territoire ainsi que de l’occupation. La Belgique lui vint alors en aide en prêtant vingt-cinq millions de francs. Dans la convention de prêt, une clause permettait à la Belgique d’annexer le Congo, en 1901, si le parlement le désirait.  Dans son testament, Léopold II, en tant que « propriétaire », céda l’État indépendant du Congo à la Belgique. Ce testament ne fut pas nécessaire puisque l’EIC passa à la Belgique avant la mort du roi. Il devint alors le Congo belge et fut régi par la Charte coloniale de 1908, qui était une disposition constitutionnelle.

## Plan et vue d'ensemble
La loi se compose de six chapitres et de trente-huit articles. 
| Chapitre     | Intitulé                                             | Nombre d'articles |
| ------------ | ---------------------------------------------------- | ----------------- |
| Chapitre Ier | De la situation juridique du Congo belge             | 1                 |
| Chapitre II  | Des droits des Belges, des étranger et des indigènes | 5                 |
| Chapitre III | De l'exercice des pouvoirs                           | 16                |
| Chapitre IV  | Du ministre des colonies et du conseil colonial      | 4                 |
| Chapitre V   | Des relations extérieures                            | 2                 |
| Chapitre VI  | Disposition générales                                | 9                 |
| Note         | Disposition transitoires                             | 1                 |

La Charte sera modifiée et complétée par les lois des 29 mars 1911 ; 5 mars 1912 ; 9 décembre 1912 ; l'arrêté-loi du 14 novembre 1916; lois des 10 août 1912, 12 août 1923 ; 15 avril 1924 ; 3 août 1924 ; 26 novembre 1926 ; 18 mai 1929 ; 22 juillet 1931 ; 27 juin 1935 ; l'arrêté-loi du 19 mai 1942 ; la loi du 13 juin 1951 et la loi du 11 juillet 1951.

## La Charte coloniale du 18 octobre 1908
La Charte a été signée par Léopold II le 18 octobre 1908. Il en existait déjà un projet depuis 1901. Cependant, il faut bien noter que le contenu de ce dernier était loin de contenir toutes les garanties de sa version finale<. En effet, le premier texte « est incomplet et comporte des dispositions contradictoires, voire contraires à la Constitution ».
L’expression « Charte »  semblait adaptée pour cette loi, car elle renvoyait à la Charte fondamentale de la Belgique : comme la Constitution belge, elle avait pour but de « graver des grands principes » et ce, de façon durable. Elle n‘en restait pas moins, du point de vue de la Belgique, une loi ordinaire puisque la législation belge continuait à lui être supérieure.
L’État indépendant du Congo avait été, 25 ans durant, la possession personnelle du Roi Léopold II. L’introduction de la Charte a fait de ce pays une colonie belge et ce depuis le 15 novembre 1908 jusqu’au 30 juin 1960, à la prononciation de son indépendance.
Elle restait toutefois très marquée par le passage de Léopold II. Cela se remarque notamment sur le plan de l’organisation des pouvoirs : le Congo n’était rien de plus qu’une prolongation de l’État belge où le Roi, sous contreseing ministériel, exerçait le pouvoir législatif et détient l’exécutif. En outre, la justice était rendue en son nom et il désignait les fonctionnaires de l’ordre judiciaire lui-même. Là comme en Belgique, le pouvoir du Roi connaissait certaines limites dont le respect était garanti par la Charte : les droits de la population congolaise, l’indépendance des magistrats, l’interdiction de délégation de ses attributions et enfin, une limitation majeure, le respect de la loi belge puisqu’il légiférait au Congo par le biais de décrets, qui se trouvent à un niveau inférieur à la loi dans la hiérarchie des normes. 
Le Chapitre IV de la Charte introduisait la fonction de Ministre des colonies, qui était le seul apte à contresigner les actes du Roi qui avaient trait au Congo, ainsi qu’un Conseil colonial. Ce dernier était « composé d’un président et de quatorze conseillers », dont huit étaient choisis par le Roi, trois par le Sénat et trois par la Chambre des Représentants. Il « délibère sur toutes les questions que lui soumet le Roi » et il était aussi consulté sur tous les projets de décrets, sauf si l’urgence est prononcée. Selon Jean Stengers, c’est Herbert Speyer, un professeur de droit public et homme politique libéral qui en était l’instigateur.
Enfin, notons que la droit coutumier fait partie intégrante de la Charte, en effet, son article 4 indique que "Le droit coutumier régit le statut personnel des indigènes, sous réserve de la primauté du droit du colonisateur et de l'ordre public qu'il impose.". L'intégration du droit coutumier implique également la reconnaissance de l'autorité des chefs indigènes. Celle-ci avait déjà cours sous le droit de l’État indépendant du Congo.

## Le Congo Belge
Le 30 juin 1960, le Congo devenait indépendant et en même temps, la Charte était abrogée. Elle a été d'application aussi longtemps que le Congo était sous puissance belge et a permis à la Belgique de devenir une puissance coloniale et en posant une base juridique à ce pouvoir.
Avec la Charte, un régime de centralisation se mit en place: le Congo était tout entier dirigé depuis Bruxelles. La Charte interdisait toute délégation du pouvoir législatif, exercé donc par le Roi des Belges. Cette centralisation mise sur pied était incompatible avec la décentralisation qui avait cours au Congo, et elle eut des conséquences considérables sur le pays. En 1911, Bruxelles avait des difficultés avec la tâche qui lui avait été confiée car diriger à des milliers de kilomètres de là était tâche ardue. Il fallait appliquer la décentralisation. On essaya de le faire sans toucher à la Charte mais ce fut sans grand succès. Ce n’est que vers les années 1920 qu’une période de développement économique commença pour le Congo notamment de par la demande accrue de main-d’œuvre qui était suscitée par les mines, les transports et les plantations. Mais dans les années 1930, à la suite du krach boursier, la crise économique mondiale fit chuter le cours des matières premières et le Congo fut particulièrement touché. On ferma dès lors de nombreuses exploitations, notamment minières. 
Lors de la seconde guerre mondiale, l’économie congolaise remonta. Les ressources du territoire furent mobilisées pour venir en aide aux États-Unis et à l’Angleterre. Cet effort demandé au pays y entraîna le travail obligatoire et une concentration urbaine accélérée. Ces périodes de guerre et d’après-guerre provoquèrent des changements dans la structure sociale et permirent de faire apparaître un « niveau socio-professionnel moyen qui reçut dans le langage colonial le nom d’"évolués" ». Il y eut en outre de gros changements sur le plan de l’enseignement, des moyens de transport, de la croissance des villes ainsi qu'une baisse de la mortalité infantile

## En savoir plus

### articles connexes
- Histoire du Congo précolonial (RDC)
- Histoire du Congo belge pendant la Seconde Guerre mondiale